# Besnica (Ljubljana)
Besnica (deutsch Weßnitz) ist eine Siedlung in der Stadtgemeinde Ljubljana. Sie erstreckt sich in einem Tal entlang des gleichnamigen Baches Besnica, östlich von Ljubljana in der Region Unterkrain in Slowenien. Besnica umfasst die Ortsteile Derčar, Jančar, Pečar, Prek, Špan und Tomaž.

## Geschichte

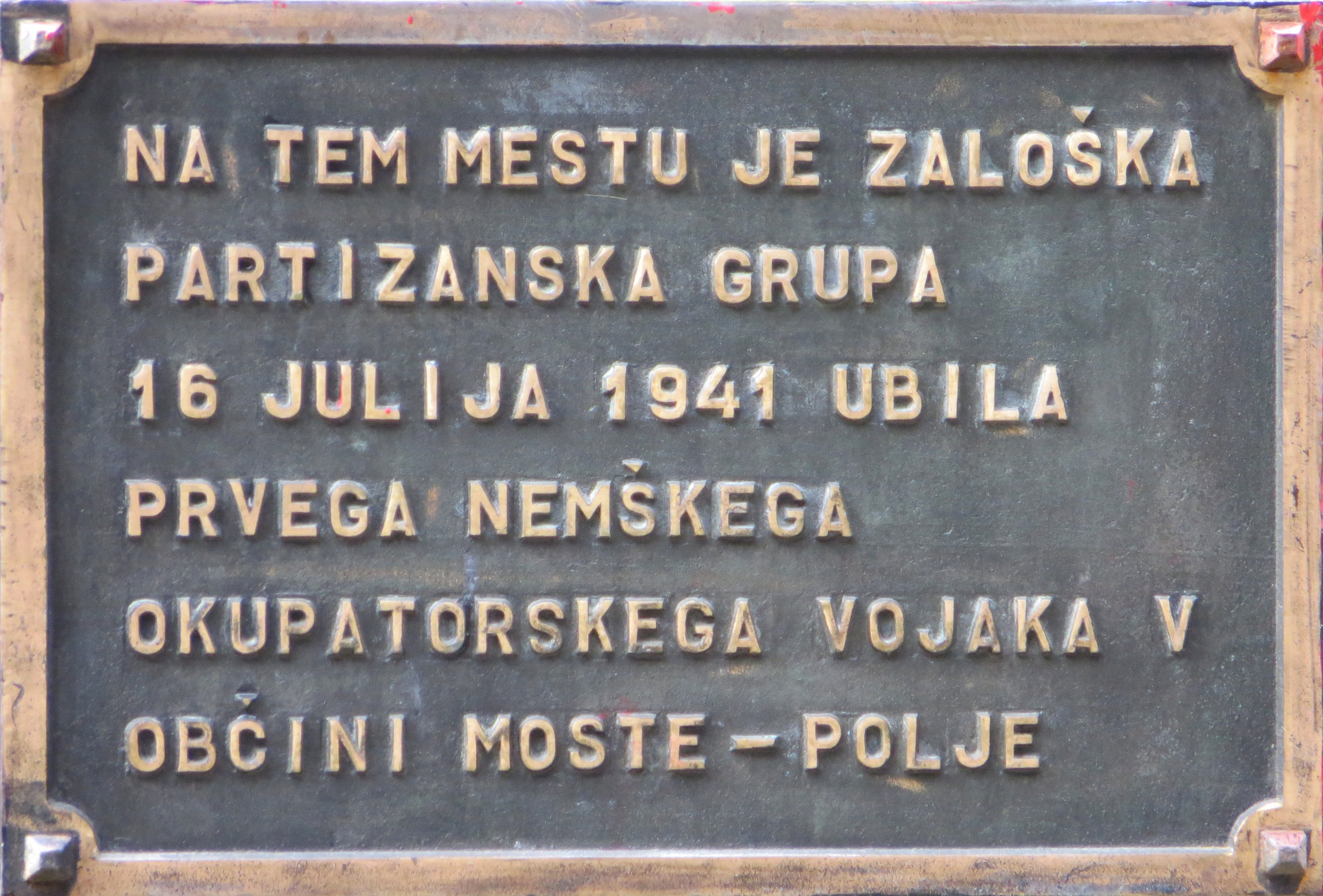
Gedenken des Ortes, an dem im 2. Weltkrieg der erste deutsche Soldat in Slowenien getötet wurde

Der Schulbetrieb wurde in Besnica 1939 in einem privaten Bauernhaus aufgenommen; ein Schulgebäude wurde erst 1954 gebaut. In Besnica fiel am 16. Juli 1941 der erste deutsche Soldat in Slowenien während des Zweiten Weltkriegs. Die Stelle ist durch ein Denkmal gekennzeichnet.